# Inwa
Die Inwa (russisch Иньва) ist ein 257 km langer rechter Nebenfluss der Kama im europäischen Teil Russlands.

## Verlauf
Die Inwa entspringt in den nordöstlichen Kamahöhen im Westen der Region Perm, nur rund einen Kilometer von der Grenze zur Oblast Kirow entfernt. Von dort fließt sie in vorwiegend östlicher Richtung. Bei Kudymkar münden die Kuwa und kurz darauf die Welwa ein, ihre größten Nebenflüsse.
Der Fluss fließt weiter Richtung Osten durch die hügelige, waldreiche westliche Region Perm. Schließlich erreicht er das Westufer des Kamastausees und mündet beim Dorf Maikor in diesen ein.

## Hydrologie
Die Inwa mäandriert auf ihrem gesamten Lauf sehr stark und bildet zahlreiche Altarme aus. Der Fluss wurde früher für die Flößerei genutzt und ist auf dem Unterlauf schiffbar. Die Inwa wird gemischt aus Schneeschmelz- und Grundwasser gespeist und ist durchschnittlich von Anfang November bis Ende April gefroren.